# Apostasia odorata
Apostasia odorata ist eine Art aus der Gattung Apostasia und gehört somit zur Familie der Orchideen (Orchidaceae). Die krautigen, bis 40 Zentimeter großen Pflanzen besiedeln ein Areal im tropischen Südostasien.

## Beschreibung
Apostasia odorata bildet ein Rhizom von 2 bis 4 Millimeter Durchmesser, es wird von trockenen, 2,5 bis 10 Millimeter langen Niederblättern umhüllt. Die Wurzeln entspringen nicht nur entlang des Rhizoms, sondern auch oberirdisch im Bereich der unteren Blätter. Ihr Durchmesser beträgt 1,5 bis 4 Millimeter.
Die aufsteigenden, meist unverzweigten Sprosse werden 15 bis 40 (bis 50) Zentimeter hoch und tragen die regelmäßig und dicht angeordneten Laubblätter. Die Blätter sind oval bis linealisch geformt, sie messen 11 bis 35 Zentimeter Länge bei 1 bis 2 Zentimeter Breite (die „Flora of China“ gibt etwas kleiner Maße an). Der Blattgrund läuft keilförmig in einen 1 bis 2 Zentimeter langen Blattstiel zu, der den Spross umfasst und komplett verhüllt. Die Blattspreite enthält 20 bis 37 Längsadern, von denen drei bis fünf deutlich hervortreten. Die Blattspitze ist auf 0,5 bis 2 Zentimeter Länge zu einer Spitze zusammengefasst. Der Blattrand kann sehr fein gezähnt sein.
Der Blütenstand ist endständig, meist ist er übergeneigt bis herabhängend. Neben der Hauptachse gibt es meist ein bis fünf Nebenachsen, jede trägt etwa zehn bis 20 Blüten. Diese sind gelb, selten weißlich gefärbt und messen 1,8 bis 3,8 Zentimeter. Sepalen und Petalen unterscheiden sich kaum, sie sind jeweils 1 bis 2,2 Millimeter breit und 6,5 bis 11 Millimeter lang, sie besitzen eine 0,5 bis 1,5 Millimeter lange aufgesetzte Spitze. Die Lippe ist von den anderen Blütenblättern kaum zu unterscheiden, sie kann etwas schmaler oder etwas breiter sein und ist konvex geformt. Die Säule entsteht aus zwei  fruchtbaren Staubblättern, einem Staminodium und dem Griffel, die alle am Grund miteinander verwachsen sind. Sie kann gerade oder stark gebogen sein, am Grund besitzt sie zwei Anhängsel. Der freie Teil der Staubfäden misst 1 bis 2 Millimeter, die Staubbeutel sind etwas asymmetrisch, da eine Kammer länger ist als die zweite. Das Staminodium ist kürzer als der Griffel, das Ende ist auf 0,4 (1) Millimeter frei. Der Griffel ist etwa so lang wie die Staubblätter, sein freier Teil misst 4,5 bis 6 Millimeter, er trägt am Ende die rundliche oder leicht dreilappige Narbe. Die entstehende Kapselfrucht misst 20 Millimeter in der Länge und 1,5 bis 2, selten bis 2,6 Millimeter im Durchmesser.
Die „Flora of China“ gibt als Blütezeit Mai bis Juni an, während de Vogel über das große Verbreitungsgebiet eine ganzjährige Blütezeit beobachtet.

## Vorkommen
Apostasia odorata ist im tropischen Südostasien weit verbreitet. Die nördliche Verbreitungsgrenze läuft von Nordost-Indien durch Südchina. Südostwärts erstreckt sich das Areal über Hinterindien, Malaysia bis zu den indonesischen Inseln Sumatra und Sulawesi. Es werden Höhenlagen von 700 bis 1400, seltener auch bis 1700 Meter besiedelt. Die Standorte liegen im Schatten immergrüner, feuchter Wälder. Auf Java wird nur der Südwesten der Insel in Höhenlagen von 1000 bis 1200 Meter besiedelt.

## Botanische Geschichte
Apostasia odorata wurde 1825 von Carl Ludwig Blume erstmals beschrieben. Es ist die Typusart der Gattung Apostasia. Der Name odorata bedeutet „duftend“. Innerhalb der Gattung Apostasia ordnet de Vogel Apostasia odorata in die Sektion Apostasia ein; diese Pflanzen besitzen im Gegensatz zur Sektion Adactylus ein Staminodium.